# Oczerklewicz
Oczerklewicz (ukr. Очерклевич, ang. Ocherklevych) – ukraińskie i polskie nazwisko.

## Historia
Gniazdem rodowym Oczerklewiczów od drugiej połowy XVIII w. było osiedle typu miejskiego Lubień Wielki w Ukrainie. Najstarszym znanym z dokumentów przedstawicielem rodu był Anton Oczerklewicz (ur. ok. 1761). Datę urodzenia odtworzono na podstawie aktu zgonu: Anton zmarł w Lubieniu Wielkim 27 stycznia 1824 w wieku 63 lat. Genealogia rodu wskazuje, że wszyscy współcześni nosiciele nazwiska wywodzą się właśnie od Antona.

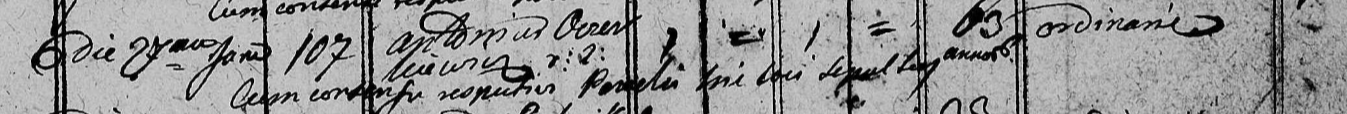
Zapis o śmierci Antona Oczerklewicza, 27 I 1824, Lubień Wielki

## Etymologia
W najstarszych księgach metrykalnych spotykano zapis Oczerkiewicz (Очеркевич). Rdzeń nazwiska prawdopodobnie łączy się z czasownikiem ukr. очеркувати „nakreślać, zarysowywać” lub z dialektyczną formą rzeczownika оче́рки. Szczegółowe analizy etymologiczne pozostają przedmiotem dalszych badań.

## Pisownia i warianty
Archaiczne formy: Ocerkewicz, Oczerkiewicz. Najpewniej wariant Ocerklewicz powstał także od Oczerklewicz.

## Występowanie
Oczerklewicz należy do grupy rzadkich ukraińskich nazwisk. Na początku 2014 roku w Ukrainie żyło ok. 70 osób o tym nazwisku, z czego większość w obwodzie lwowskim.
Poza Ukrainą potwierdzono ograniczone skupiska nosicieli:
- Polska – ok. 29 osób[3];
- Kanada – ok. 15 osób[4];
- Wielka Brytania – ok. 9 osób[4].

Łączna liczebność rodu szacowana jest na poniżej 200 osób, z wyraźną koncentracją w Ukrainie.

## Drzewo genealogiczne
Według drzewa genealogicznego Oczerklewiczów, sięgającego od 1761 roku do czasów współczesnych, zarejestrowanych jest ponad 236 osób noszących to nazwisko.

## Badania i publikacje
Najobszerniejsze opracowanie stanowi monografia «Historia i genealogia rodziny Oczerklewiczów z Lubienia Wielkiego w drugiej połowie XVIII w. – do 1945 r.» autorstwa Ołeksandra Oczerklewicza, oparta wyłącznie na źródłach archiwalnych. Członkowie rodu byli również aktywni w „Proswicie”, o czym wspomina Iwan Mahoćky w książce Spohady.

## Migracje i osadnictwo
Do końca XIX w. Oczerklewicze zamieszkiwali głównie Lubień Wielki i okoliczne wsie (m.in. Lubień Mały, Małkowice, Artyszczów). Około 1891–1892 pierwsza rodzina przeniosła się bliżej Lwowa — do Suchowoli. W XX w. powstały gałęzie kanadyjska (założyciel: Hryhorij Oczerklewicz, ur. 1919) i brytyjska (założyciel: Petro Pawło Oczerklewicz, ur. 1925).

## Wyznanie
Zdecydowana większość Oczerklewiczów była związana z Grekokatolicyzmem, zwłaszcza parafią pw. św. Mikołaja w Lubieniu Wielkim. W XX w., wraz z migracjami, część osób przyjmowała wyznania dominujące w nowych miejscach zamieszkania, lecz grekokatolicyzm wciąż przeważa.

## Holokaust
Wśród nosicieli nazwiska są również ofiary Holokaustu, czego dowodzą dane z archiwum United States Holocaust Memorial Museum.

## Źródła i literatura
- Księgi metrykalne UGKC, Lubień Wielki. FamilySearch. [dostęp 2025-04-10]. (ukr.).
- Ołeksandr Oczerklewicz: Historia i genealogia rodziny Oczerklewiczów…. chtyvo.org.ua. [dostęp 2025-04-10]. (ukr.).